# 地质工程
工程地质学（英語：Geological engineering）是研究人类的工程活动与地质环境的相互作用，以便认识评价，改造和保护地质环境的学问。是地质学的一个分支。
工程地质是一门研究与工程建设有关的地质问题的专门学科。
工程地质学的研究对象是：工程地质条件和工程地质问题。
所谓工程地质条件是：工程地质环境各个要素的总和。包括：
1. 岩土类型及其工程地质性质
2. 地形地貌条件
3. 地质结构与地应力
4. 水文地质条件
5. 物理地质现象
6. 天然建筑材料